# Ripmax
Ripmax Limited est un fournisseur britannique de modèles radiocommandés et de composants connexes, basé à Enfield (Middlesex),.

## Histoire

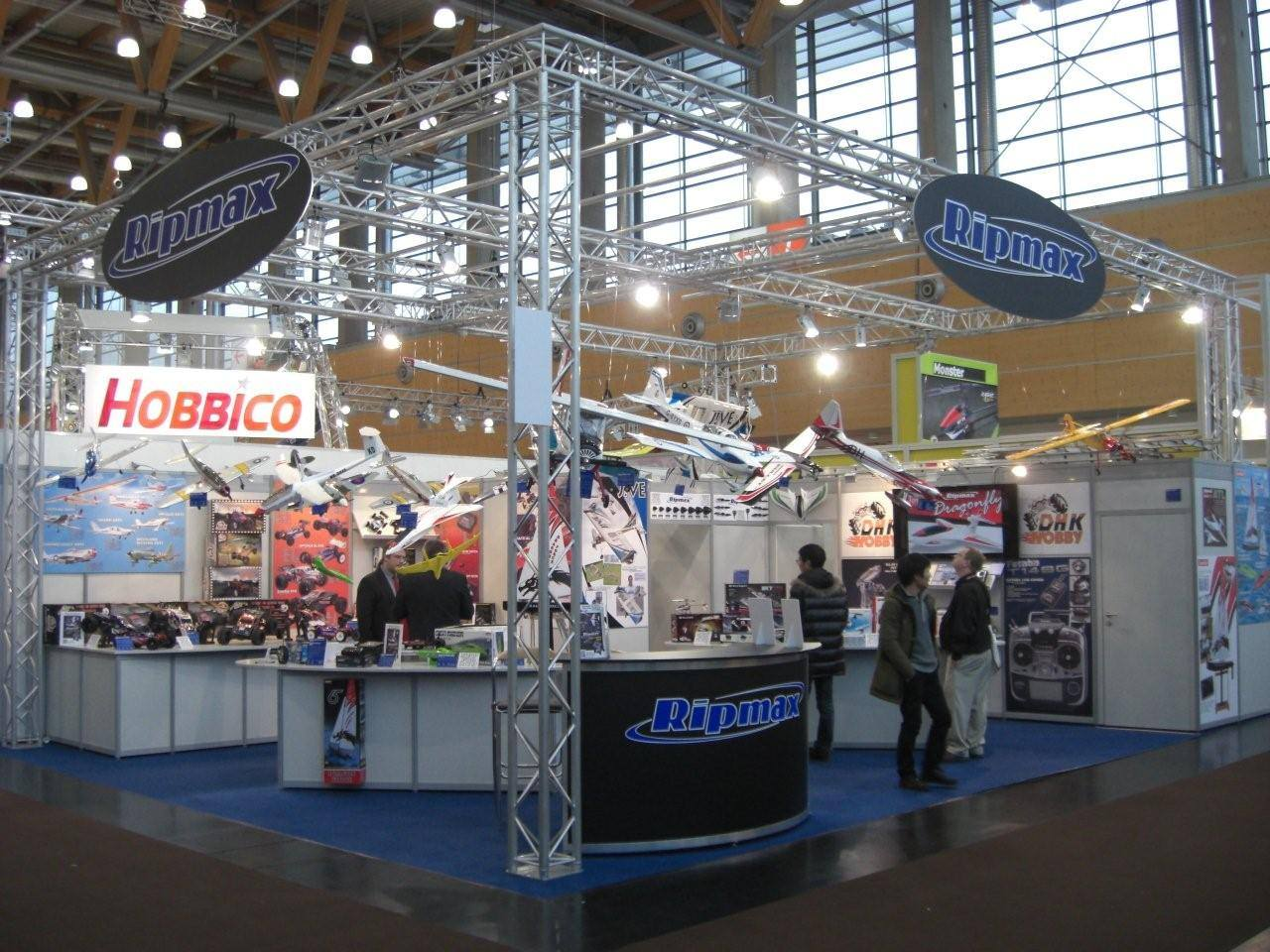
Stand commercial au salon du jouet Spielwarenmesse.

La société a été fondée en 1949 en tant que magasin de jouets et de modèles réduits à Camden Town, avec un accent sur les modèles de bateaux. Le magasin s'est ensuite développé dans la distribution, ajoutant des entrepôts et du personnel supplémentaire à l'entreprise, employant finalement environ 70 personnes. En tant que Ripmax Plc, elle a fusionné avec Irvine Ltd en 2003 pour créer Ripmax Ltd. En juillet 2013, Ripmax a acheté le distributeur de jouets en gros Amerang du groupe Modelzone, qui était sous administration, sauvant ainsi les emplois des 18 employés restants d'Amerang,.